# هدية الميلاد

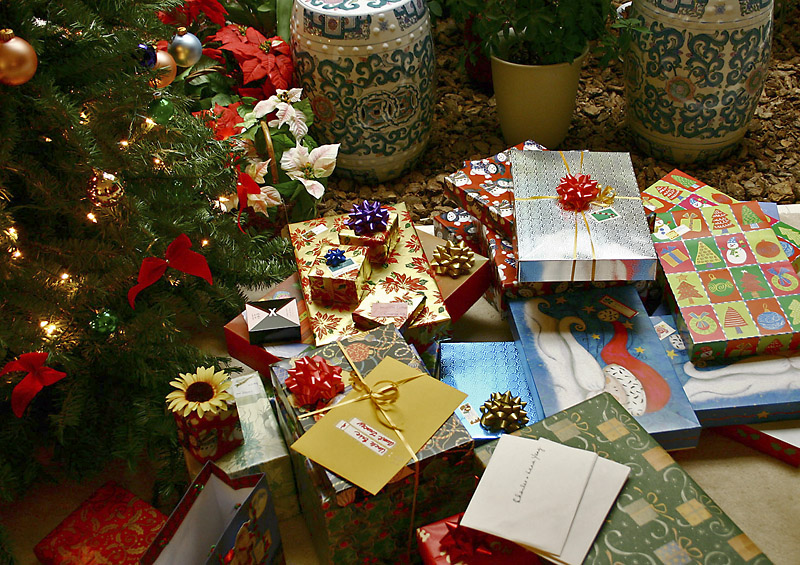
هدايا عيد الميلاد تحت شجرة الميلاد

هدية الميلاد أو هدية عيد الميلاد هي هدية تُقدم احتفالًا بعيد الميلاد . يجري تبادل هدايا عيد الميلاد عشية عيد الميلاد (24 ديسمبر) أو يوم عيد الميلاد نفسه (25 ديسمبر) أو في اليوم الأخير من موسم عيد الميلاد الذي يستمر اثني عشر يومًا أو ليلة عيد الغطاس ( 5 يناير/ كانون الثاني).  إن تقديم الهدايا خلال عيد الميلاد، وفقًا للتقاليد المسيحية، هي رمز لتقديم المجوس الثلاثة الهدايا إلى الطفل يسوع.

## طالع المزيد
- يوم العلب